# Атаял
Атаял (кит. 泰雅, пін. Tàiyǎ), також відомі як таяль і тайян — корінний народ Тайваню. Спільнота атаялів налічує близько 90 000 осіб, приблизно 15,9 % від загальної кількості корінного населення Тайваню, що робить їх третьою за чисельністю корінною групою. Кращим ендоетнонімом є «Таял», хоча уряд Тайваню офіційно визнає їх як «Атаял».

## Етимологія
Атаяльською мовою слово «атаял» (tayal) означає «людина».

## Витоки

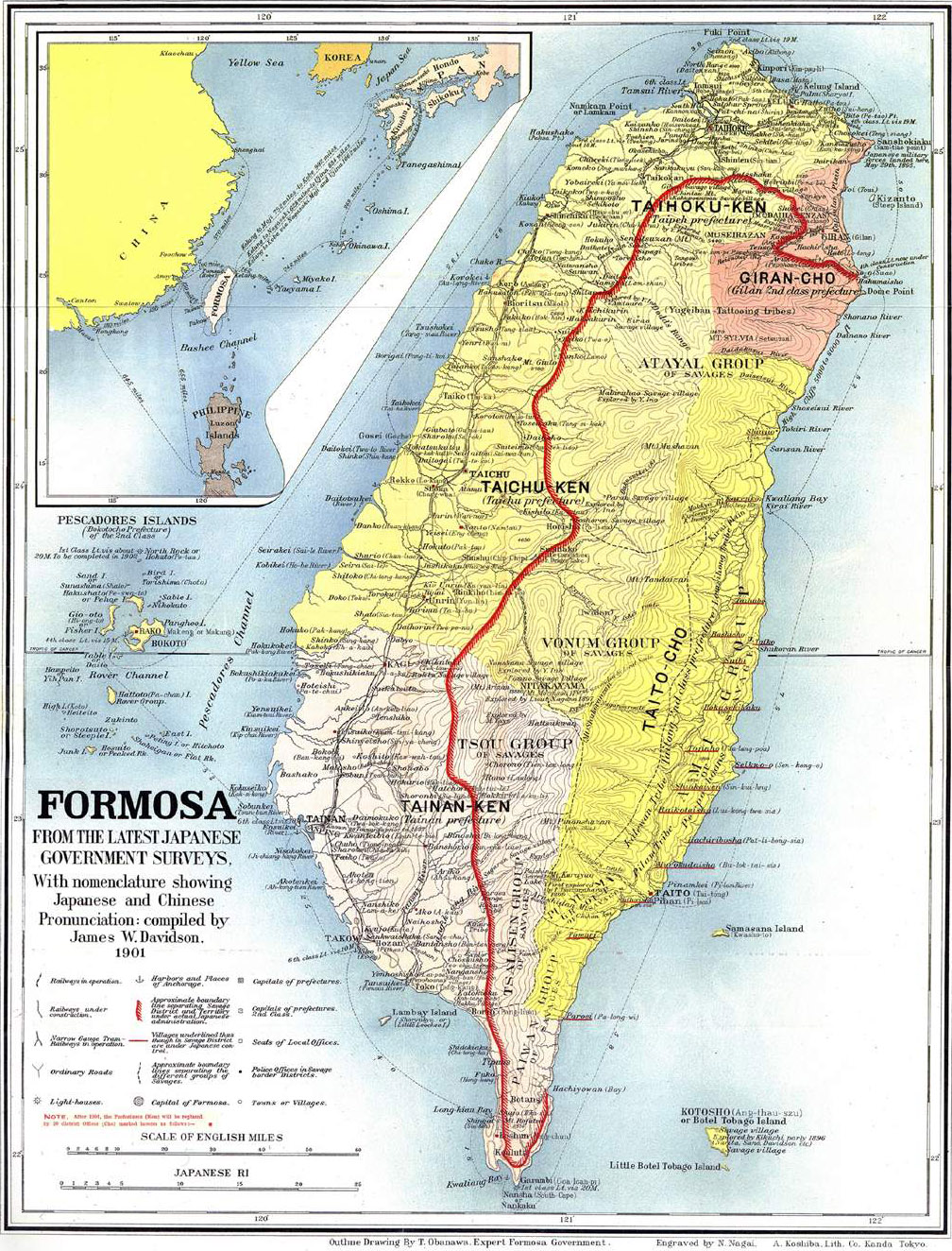
Карта Тайваню 1901 року з позначкою «Atayal Group» (група атаялів)

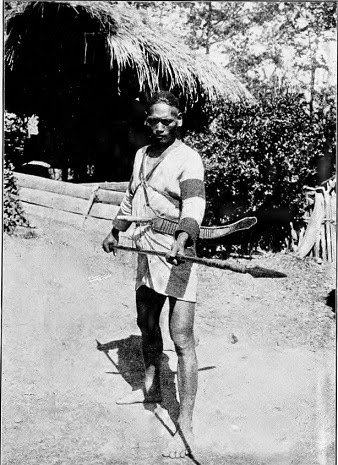
Фотографія воїна атаялів, зроблена в 1900-х роках

Перші відомості про проживання атаялів знайдено поблизу верхів'їв річки Чжуошуй. Наприкінці XVII століття вони перетнули Центральні гірські хребти в східну пустелю. Потім вони оселилися в долині річки Ліву. Тут можна знайти сімдесят дев'ять сіл атаялів.

### Генетика
Тайвань є домом для ряду корінних груп ввстронезійців ще до 4000 року до нашої ери. Проте генетичний аналіз показує, що різні народи можуть мати різні вихідні популяції предків, що походять з материкової Азії та розвиваються ізольовано один від одного. Вважається, що народ атаялів мігрував на Тайвань з Південного Китаю або Південно-Східної Азії. Генетичні дослідження також виявили схожість між племенем атаялів та іншими спільнотами на Філіппінах і в Таїланді, і меншою мірою з населенням південного Китаю і В'єтнаму. Атаяли генетично відрізняються від народу аміс, який є найбільшою корінною групою на Тайвані, а також від народу хань, що свідчить про те, що ці люди мало змішуються. Дослідження поліморфізму мітохондріальної ДНК (мтДНК) свідчать про давню міграцію двох ліній різних народів на Тайвань приблизно 11 000-26 000 років тому.
Недавні дослідження ДНК показують, що народ лапіта і сучасні полінезійці мають спільних предків з народом атаялів і канканаїв на півночі Філіппін.
Атаяли помітно відрізняються від ханських китайців Тайваню. Змішані шлюби з китайцями також породили значну кількість змішаних нащадків атаял-китайців і таких знаменитостей, як Вівіан Хсу, Вік Чжоу, Юмін Лай, Као Чін Сумей.

### Фольклор
За народними легендами, перші предки атаялів з'явилися, коли розколовся камінь Пінспкан. Було троє людей, але один вирішив повернутися до каменя. Інші чоловік і жінка, які прожили разом дуже довго, сильно любили одне одного. Але хлопець був сором'язливий і не наважувався підійти до коханої. Тоді дівчині спала на думку ідея. Вона вийшла з дому та знайшла трохи вугілля, яким зачорнила своє обличчя, щоб виглядати як інша дівчина.
Через кілька днів вона повернулася до їхнього дому, і хлопець прийняв її за іншу дівчину, і вони жили щасливо разом. Невдовзі подружжя народило дітей, виконуючи свою місію з народження наступного покоління. Атаялський звичай татуювання обличчя, можливо, походить від дівчини, яка колись чорнила своє обличчя.

## Культура

### Спосіб життя

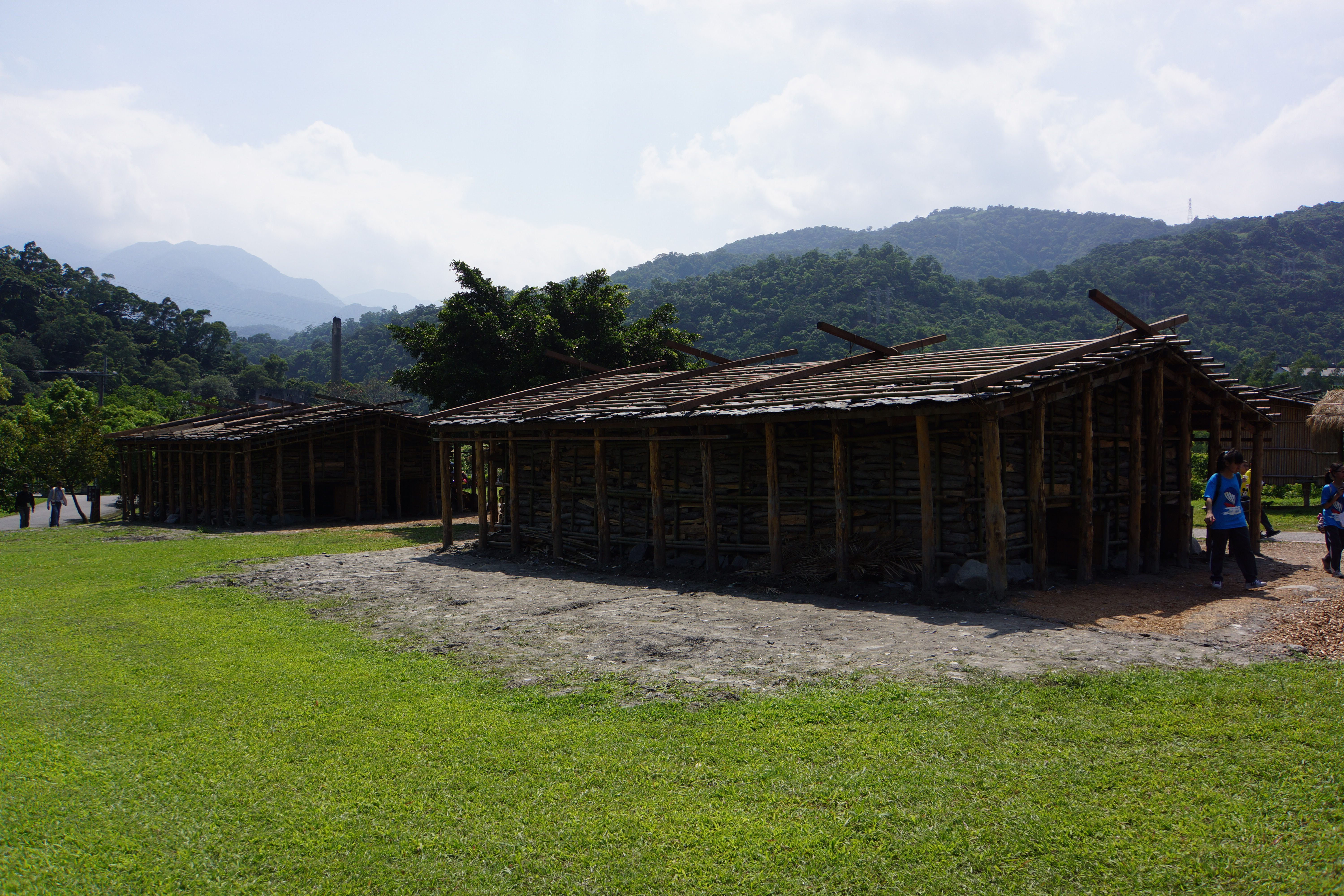
Традиційні атаялські будинки

Народ атаялів має особливу культуру. Вони традиційно жили рибальством, полюванням, збиральництвом і вирощуванням зернових культур на спалених гірських полях. Атаяли також традиційно займається такими ремеслами, як ткацтво, плетіння сіток і деревообробка. Вони також мають специфічні для культури музичні інструменти та танці.
Атаяли були відомі як вправні воїни. Практика була незаконною з часів японської колоніальної ери (1895 –1945), щоб людина заробила собі татуювання на обличчі, вона мала принести принаймні одну людську голову; ці голови, або черепи, вшановували, їм давали їжу та напої, і очікувалося, що вони принесуть гарні врожаї на поля. (Див. Полювання за головами). Атаяли також відомі випадком інциденту Вуше, в якому атаяли брали участь у повстанні проти колоніальних сил Японії.
Лалав беху — це зброя, яку використовують атаяли. Традиційна зброя аборигенів була показана у фільмах.

### Традиційний одяг

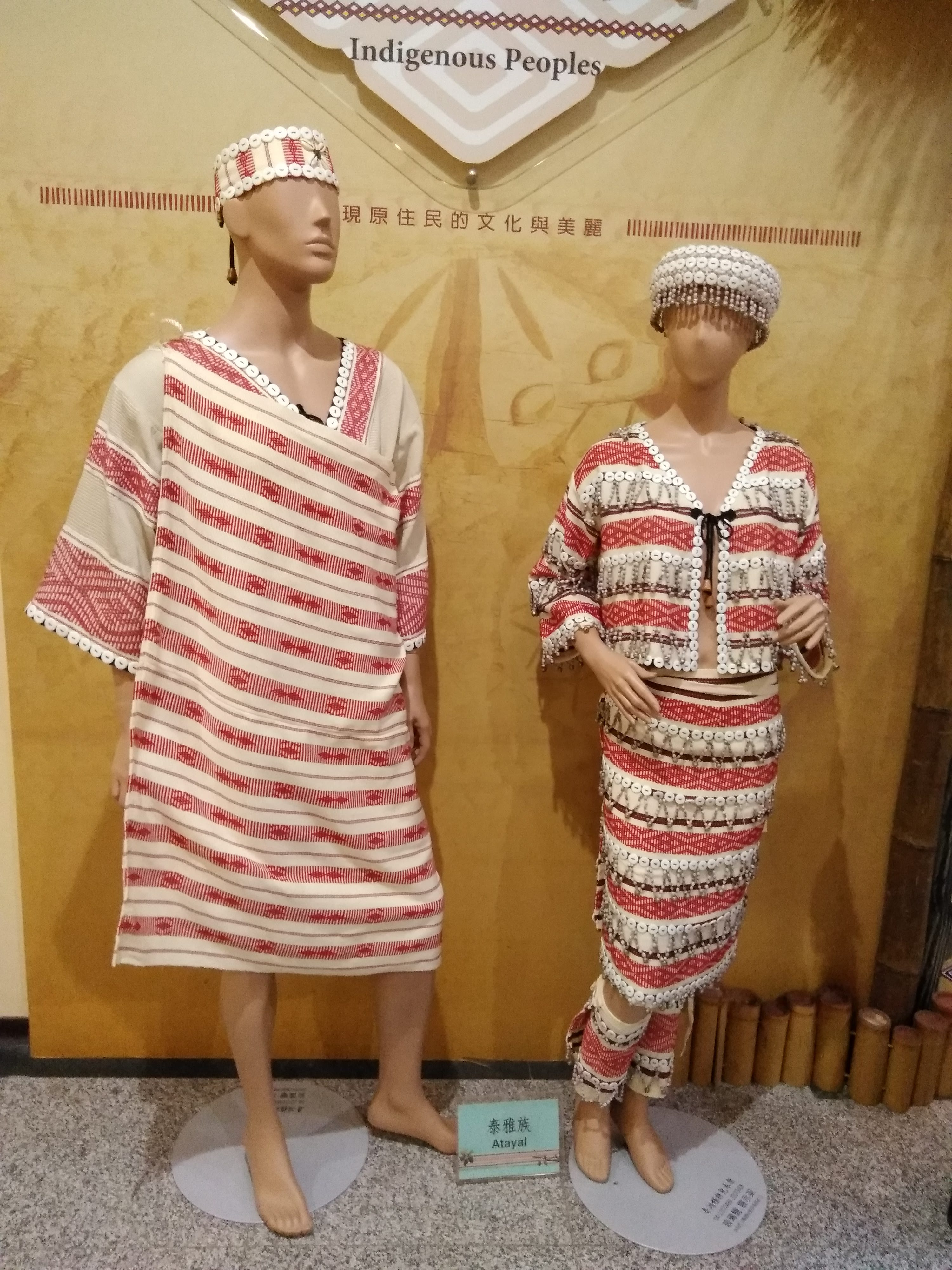
Дизайн суконь атаялів

Атаяли — досвідчені ткачі, які додають символічні візерунки та малюнки на свій традиційний одяг. Особливості в основному геометричного стилю, а кольори яскраві та сліпучі. Більшість малюнків — аргайли та горизонтальні лінії. У культурі атаялів горизонтальні лінії представляють веселковий міст, який веде мертвих туди, де живуть духи предків. Аргайли, з іншого боку, представляють очі предків, які захищають атаялів. Улюблений колір цієї культури — червоний, тому що він символізує кров і силу.

### Татуювання на обличчі

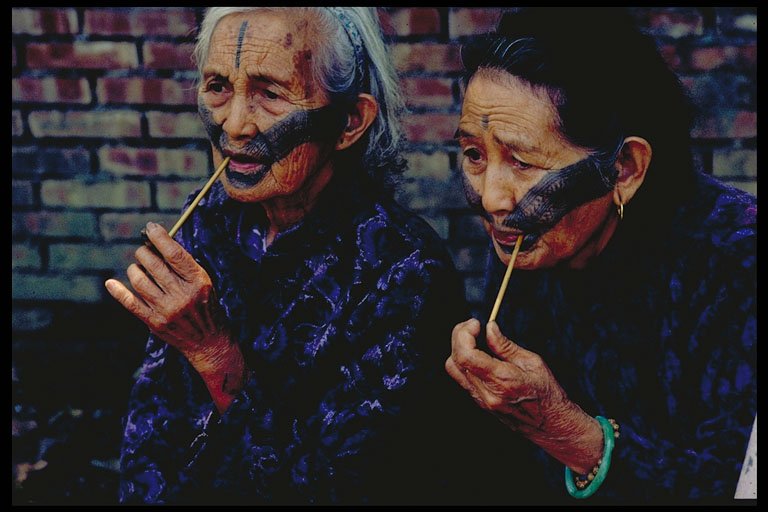
Дві старші атаялки з татуюваннями на обличчі як символ зрілості, що було традицією як для чоловіків, так і для жінок. Звичай був заборонений під час правління Японії

Народ атаялів також відомий тим, що використовує татуювання обличчя та підпилювання зубів у ритуалах ініціації повноліття. Татуювання на обличчі мовою таялів називається птасан. У минулому і чоловіки, і жінки повинні були показати, що вони виконали важливе завдання, пов'язане з дорослішанням, перш ніж їхні обличчя можна було татуювати. Для чоловіка треба було принести голову ворога, демонструючи свою доблесть як мисливця, щоб захистити та забезпечити свій народ, а жінки повинні були вміти ткати тканину. Дівчинка вчилася ткати в десять-дванадцять років, і вона мала опанувати цю майстерність, щоб заслужити татуювання. Лише люди з татуюваннями могли одружуватися, і після смерті лише люди з татуюваннями могли переходити до гондуру утукс, або духовний міст (веселку) у потойбічний світ.
Чоловіче татуювання відносно просте: лише дві смуги на лобі та підборідді. Коли чоловік досягав повноліття, йому робили татуювання на лобі; після народження дитини татуювалося його нижнє підборіддя. Для жінок татуювання робили на щоці, як правило, від вух через обидві щоки до губ у формі V. У той час як у чоловіка татуювання відбувається відносно швидко, у жінки це може зайняти до десяти годин.
Татуювання виконували тільки татуювальниці. Для нанесення татуювання використовували групу голок, прив'язаних до палиці, що називається аток, і вбивали в шкіру за допомогою молотка під назвою тоцін. Потім чорний попіл втирали в шкіру, щоб створити татуювання. Загоєння могло тривати до місяця.
У 1930 році японці заборонили практику татуювань через те, що вони асоціювалися з полюванням за головами. Із запровадженням християнства ця практика пішла в занепад, і татуювання можна було побачити лише на літніх людях. Проте в останні роки деякі молоді люди намагалися відродити цю практику. До 2018 року вижила лише одна татуйована старійшина, Лава Піхег, якій зробили татуювання, коли їй було 8 років. Лава Піхег померла 14 вересня 2019 року.

## Атаяли в наш час

Карта, що показує поширення двох основних груп діалектів мови атаял. Народ атаялів проживає в центральній і північній частині Тайваню, вздовж гір Хсуешань

Народ атаялів на Тайвані живе в центральній і північній частині Тайваню. Найпівнічніше село знаходиться в районі Улай (китайською мовою Вулай), приблизно за 25 кілометрів на південь від Тайбея. Плем'я атаялів Громада Смангус у містечку Цзяньші стала добре відомою як туристичне місце та експеримент у комуналізмі.
Багато атаялів є двомовними, але мова атаял все ще активно використовується.

## Знатні атаялці та атаялки
- Естер Хуанг, актриса і співачка
- Джейн Хуанг, співачка рок-дуету Y2J
- Джоан Ценг, актриса та учасниця поп-дуету Sweety
- Као Чін Сумей, актриса, співачка і політик
- Ленді Вен, співачка
- Ло Чіан, футболіст
- Ло Чиен, футболіст
- Пайен Талу, член Законодавчого юаня (1996—2002)
- Вік Чоу, актор і учасник поп-групи F4
- Вівіан Хсу, актриса
- Юмін Лай, співачка рок-дуету Y2J